# Список дистрибутивів Linux

Розвиток дистрибутивів Лінукс

У цій статті перелічені дистрибутиви Linux, багато з них стисло описані: вказані використане дистрибутивом графічне середовище, те, вільний він чи комерційний, та інші його особливості.

## Дистрибутиви, що використовуютьформат .deb
- Adamantix: базується на Debian, зосереджений на безпеці, проєкт закритий.[1]
- Amber Linux: базується на Debian, орієнтується на потреби Латвійських користувачів, проєкт закритий.[2]
- ASLinux: Іспанський дистрибутив, що базується на Debian та KDE. Розрахований на користування настільним комп'ютером як удома, так і в офісі. Можливе використання для навчання, ігор, наукової роботи та розробки програмного забезпечення. Головна перевага — зручність у використанні, проєкт закритий.[3]
- BeatrIX: чеський дистрибутив, що базується на Debian та GNOME, проєкт закритий.[4]
- Bonzai Linux (раніше був відомий як miniwoody): Дистрибутив розміром в 180 MB, використовує KDE, проєкт закритий.[5]
- Corel Linux[en],  дистрибутив, що базується на Debian та KDE, проєкт закритий.[6]
- CrunchBang Linux[en] дистрибутив, що базується на Debian та Openbox, проєкт закритий.[7]
- Damn Small Linux: LiveCD розміром у 50 MB, використовує Fluxbox, проєкт призупинений.[8]
- Debian: Дистрибутив, що збирається великою кількістю волонтерів. Має великий вибір пакунків (понад 64961[9]) та підтримує велику кількість платформ. Раніше він мав репутацію важкого у встановленні, але в останніх версіях має дуже добрий та легкий у використанні текстовий інсталятор (у Debian GNU/Linux 4.0 «Etch» інсталятор став графічним). Debian відомий своїм ставленням до питань копірайту: програмне забезпечення, що не підпадає під визначення вільного, не включається до секції main (тим не менше, деякі freeware програми доступні у секції non-free).
- Dreamlinux: бразильський дистрибутив, на 100 % сумісний з Debian; використовує Xfce чи GNOME.
- Elementary OS — заснований на Ubuntu дистрибутив Linux.
- Elive — дистрибутив Linux, на основі операційної системи Debian, який використовує середовище Enlightenment замість GNOME або KDE.  Це повністю функціональна операційна система, яку можна встановити на жорсткий диск або використовувати в режимі Live CD.
- Finnix[en] — дистрибутив на основі операційної системи Debian, проєкт закритий.[7]
- Freespire[en] — дистрибутив, що базується на Debian та KDE Plasma.
- Gibraltar: Роутер та брандмауер.
- Gnoppix: Версія Knoppix, що використовує середовище GNOME. Цей дистрибутив має тривалий цикл випуску, та можливо його буде інтегровано до Ubuntu.
- gnuLinEx
- grml
- Grusha Linux: дистрибутив на основі Sabayon Linux, який використовує графічне середовище KDE і в якому максимальна увага звертається на зручність системи та її українізацію. Готовий до роботи відразу після встановлення, оскільки містить у собі додаткові програми, драйвери та кодеки, тому рекомендується новачкам для ознайомлення з Лінуксом
- Guadalinex: базований на Debian і Metadistros. Підтримується місцевим урядом Андалузії для домашніх користувачів та шкіл.
- Hikarunix
- Hiweed: Простий у використанні китайський дистрибутив, що базується на Debian GNU/Linux.
- ImpiLinux: використовує GNOME, Південно-Африканська Республіка.
- Kanotix: LiveCD-версія Debian GNU/Linux, що базується на Knoppix; може також бути встановлена на жорсткий диск, як повна та придатна до використання система. Відомий відмінною підтримкою апаратного забезпечення та інтеграцією робочого місця для портативних комп'ютерів.
- Knoppix: Перша LiveCD-версія Debian GNU/Linux, численні знахідки з якої були використані творцями інших дистрибутивів. Готова до використання після завантаження з CD та випускається з великою кількістю програмного забезпечення. Через розширене визначення апаратного забезпечення час завантаження всіх дистрибутивів, що базуються на Knoppix, є досить великим.
- Knoppel: Грецька версія Knoppix.
- Shift Linux: LiveCD дистрибутив, що розроблений спільнотою Neowin.
- Kurumin: Версія дистрибутиву Knoppix, яку було розроблено для бразильських користувачів.
- Libranet: Комерційний дистрибутив, підтримує KDE, IceWM, GNOME.
- LiMux
- LinEx: Дистрибутив, що підтримується урядом Естремадури, Іспанія.
- Linspire: (колишня назва Lindows). Комерційний дистрибутив, використовує KDE. Розроблений для користувачів-початківців, що переходять з Windows на Linux. Інтерфейс у багатьох деталях нагадує інтерфейс Windows. 2008 Linux-розробки дистрибутиву були придбані розробниками Xandros.
- Loco Linux: Аргентинський дистрибутив Linux.
- Maemo
- Mepis: LiveCD, використовує KDE.
- Mint: LiveCD, популярний дистрибутив з різними віконними менеджерами, включаючи GNOME, KDE, XFCE. Клон Ubuntu, особливо до версії 3.0, в якій було зроблено багато нововведень. Готовий до роботи, оскільки містить у собі всі кодеки, підтримку RAR та інше.
- MintPPC
- Morphix: LiveCD-дистрибутив з різними віконними менеджерами, з GNOME також. Часто використовується як база для інших дистрибутивів.
- MX Linux: Дистрибутив Linux, заснований на "стабільній" гілці Debian, результат співпраці antiX та колишньої спільноти Linux MEPIS. Операційна система середньої ваги, поєднує робочий стіл Xfce з простою конфігурацією, високою стабільністю, продуктивністю та середнім розміром[10].
- Neopwn
- NepaLinux
- OpenZaurus: Образ ПЗП для Sharp Zaurus PDA.
- Parsix
- PingOO: Сервер комунікацій, використовує GNOME, KDE та інші графічні середовища.
- Progeny: Комерційний дистрибутив.
- Proxmox Virtual Environment (Proxmox VE), спеціалізований для розгортання віртуальних серверів
- PureOS
- Rays Linux: Дистрибутив Linux, оптимізований під азійських користувачів.
- Sacix
- Skolelinux: Дистрибутив, розроблений у Норвегії. Позиціонується як доступний дистрибутив тонкого клієнта для шкіл.
- Sunwah Linux
- Symphony OS: Зручний у використанні дистрибутив. Містить десктоп Mezzo.
- Tails: Дистрибутив створений для забезпечення приватності та анонімності.
- Ubuntu Linux: Дистрибутив, що субсидується фірмою Canonical Ltd. Використовує власні репозиторії пакунків, які треба відрізняти від репозиторіїв Debian; ідея в тому, щоби брати знімки репозиторіїв Debian і надавати багатий на можливості та, при цьому, стабільний десктоп. Розглядається як один з найперспективніших Debian-подібних дистрибутивів. Використовує GNOME. Має низку офіційних і неофіційних підпроєктів.
  - Kubuntu: Версія дистрибутиву Ubuntu, що використовує KDE.
  - Xubuntu: Версія дистрибутиву Ubuntu, що використовує Xfce.
  - Edubuntu: Версія дистрибутиву Ubuntu, яку було розроблено для використання у навчальних закладах.
  - nubuntu Linux: Версія дистрибутиву Ubuntu для аналізу мережевої безпеки.
  - Ubuntu Studio: Версія дистрибутиву Ubuntu для розгортання медіа-студії.
  - Lubuntu; Версія дистрибутиву Ubuntu, що використовує LXDE
  - Goobuntu; Використовується тільки в корпорації Google і недоступний для широкої публіки
  - Pinguy OS
- Ulteo
- Underground Desktop: зручний у використанні дистрибутив для десктопу, використовує KDE.
- UserLinux: комерційний, використовує GNOME.
- Vyatta
- Xandros: комерційний, використовує KDE.
- Xebian: дистрибутив для домашньої ігрової консолі Xbox, використовує Fluxbox.
- 64 Studio

## Дистрибутиви, що використовуютьRPM
- aLinux: Дистрибутив для домашнього використання, еквівалентний Windows (колишня назва — Peanut Linux).
- ALT Linux: Сімейство дистрибутивів, що базується на кирилиці, таких як Master, Compact, Junior, та Castle.
- Ark Linux: Дистрибутив, сфокусований на легкості використання та легкості навчання.
- ASPLinux: Дистрибутив, що забезпечує підтримку російської мови та інших мов, що використовують кирилицю.
- BBEL: Дистрибутив на базі RHEL, орієнтований на безпеку.
- Blag Linux: Дистрибутив, розроблений для забезпечення широкої функціональності.
- cAos Linux: Всебічно керований спільнотою, універсальний, швидкий дистрибутив, добре працює на застарілому обладнанні, його легко налагодити.
- CentOS: Дистрибутив, що підтримується спільнотою, метою якого є повна сумісність з Red Hat Enterprise Linux але без торговельної марки Red Hat та застережених авторським правом програм.
- Cobind Desktop
- Conectiva: Бразильський дистрибутив та один з засновників більше не існуючого United Linux. Компанія, що підтримує його, злилася з Mandriva Linux.
- Cr OS Linux: раніше Chrome OS Linux, легкий дистрибутив на основі openSUSE.
- EduLinux: Дистрибутив для освітянських потреб.
- Fedora (раніше Fedora Core): Універсальний дистрибутив для серверів та персональних комп'ютерів. Розробляється Red Hat та спільнотою.
- Fuduntu: заснований на Fedora дистрибутив GNU/Linux, створений Ендрю Вайєттом (Andrew Wyatt). Дистрибутив замислювався як щось середнє між Fedora та Ubuntu, звідки й отримав свою назву.
- GeckoLinux[en]: заснований на openSUSE дистрибутив GNU/Linux
- Mageia — заснований на Mandriva Linux дистрибутив Linux, який розвивається силами незалежної спільноти ентузіастів. Вважається одним із найкращих дистрибутивів.
- Mandriva Linux (раніше Mandrake): Mandriva вважається одним з найпростіших дистрибутивів Linux для початківців. Раніше була варіантом Red Hat, оптимізованим під процесори класу Pentium, але відокремилася, сформувавши новий «дружній до користувача» дистрибутив, зберігаючи при цьому сумісність. Залишаючись повністю вільним з активною підтримкою спільноти, Mandriva надає (через передплату та продаж боксових продуктів) промислового класу підтримку та послуги, а також деякі заохочення членам їх платного клубу.
- MyLinux — заснований на Fedora дистрибутив.

- PCLinuxOS: Зручний дистрибутив на LiveCD, відомий своїм бездоганним зовнішнім виглядом та легким встановленням на жорсткий диск. Базується на Mandrake 9.2
- PLD Linux Distribution: Польський дистрибутив, розрахований на досвідчених користувачів, але зручніший, ніж Slackware або Gentoo.
- Red Flag Linux: Дистрибутив, розроблений у Китаї та адаптований для китайських користувачів.
- Red Hat Enterprise Linux: Продукт компанії Red Hat, комерційне відгалуження від Red Hat Linux.
- Red Star OS: Дистрибутив, розроблений у Північній Кореї. Поширюється тільки локалізована корейська версія.
- Scientific Linux: Зібраний винятково з вихідних кодів, розповсюджується лише під GPL.
- SME Server — серверний дистрибутив на основі CentOS
- SUSE/openSUSE: Заснований у Нюрнбергу, SUSE (раніше SuSE) — один з найпопулярніших дистрибутивів у Європі.
- Tinfoil Hat Linux: Дистрибутив, орієнтований на безпеку.
- Trustix: Дистрибутив, орієнтований на безпеку.
- Turbolinux: Популярний у Азії дистрибутив. Член United Linux.
- Unbreakable Linux: Ініціатива компанії Oracle.
- White Box Enterprise Linux: Дистрибутив, розроблений для сумісності з Red Hat Enterprise Linux версії 3.
- Yellow Dog: Linux для платформи PowerPC.
- YOPER: «Your Operating System», дистрибутив з Нової Зеландії для персональних комп'ютерів.
- Openwall Linux: Дистрибутив, створений для серверів та розрахований на високу безпеку систем.

## Slackware-подібні дистрибутиви
- Zenwalk Linux (колишній MiniSlack): Основною графічною оболонкою є XFCE 4. Містить більшість бібліотек середовища Gnome.
- Slackware: Один з найвідоміших та найстаріших Linux-дистрибутивів. Розробляється та підтримується Патріком Фолькердингом. Slackware відомий своєю простотою та безпекою. Вважається складним для новачків.
- Slamd64: неофіційний порт Slackware Linux для архітектури AMD64/x86 64.
- Ultima Linux комерційний дистрибутив від Мартина Алтима, базується на Slackware.
- Slax: Маленький LiveCD дистрибутив.
- Frugalware: Дистрибутив для користувачів з середнім рівнем підготовки.
- Wolvix
- Porteus: Модульний дистрибутив, розвиток Slax.

## Дистрибутиви, що використовують інші пакункові системи
- Alpine Linux — спеціалізований дистрибутив Лінукс для побудови мережевих шлюзів, міжмережевих екранів, VPN-серверів і VoIP-систем; використовує менеджер пакунків apk
- Arch Linux: у стандартній поставці не містить жодних «неважливих» пакетів, не включає у себе навіть графічний інтерфейс. Через це вважається дистрибутивом для досвідчених користувачів, які бажають налаштувати систему під свої конкретні вимоги. Офіційно підтримує архітектуру x86-64 (відома також як amd64).
  - Manjaro Linux — стабільна версія Arch Linux із власним репозиторієм та LiveCD.
- Clear Linux OS: Дистрибутив сучасної модульної Linux з відкритим вихідним кодом від Intel, не базується на жодному іншому дистрибутиві Linux, розроблена з нуля, оптимізована для архітектури Intel®, пропонує високу продуктивність, безпеку, універсальність та керованість[11].
- CRUX: оптимізований під архітектуру i686. Дистрибутив для досвідчених користувачів Linux.
- Foresight Linux
- Gentoo: орієнтується на компілювання вихідного коду, а не на розповсюдження бінарних пакунків.
- GoboLinux
- Google Chrome OS ;
- ImpiLinux
- Jedi GNU/Linux
- Linux From Scratch
- Lunar Linux
- MkLinux
- Onebase Linux
- Sorcerer GNU/Linux
- Source Mage GNU/Linux
- Void Linux — дистрибутив було розроблено з нуля у 2008 році Хуаном Ромеро Пардінесом, колишнім розробником NetBSD, він використовує менеджер пакунків Xbps та систему ініціалізації runit.

## Маленькі дистрибутиви
- 4MLinux — мінімалістичний дистрибутив
- Alpine Linux — безпеко-орієнтований легкий дистрибутив Linux на базі uClibc та BusyBox.[12] Найменше звантаження — 66 MB; базова система (без ядра) — до 5 МБ.
- antiX — легка версія батьківського дистрибутиву MEPIS, що базується на Debian.[13]
- Austrumi: Латвійський LiveCD дистрибутив. Схожий на Puppy Linux.
- BasicLinux — дуже легкий дистрибутив, придатний для запуску на Intel 386 з 3 МБ ОЗП[14][15]
- Bodhi Linux — легкий мінімалістичний дистрибутив на основі Ubuntu 12.04[16]
- cAos Linux
- CrunchBang Linux — відносно великий (771 МБ) дистрибутив на основі Debian, створений перш за все для швидкого та простого використання.[17][18]
- Damn Small Linux (DSL) — звантаження: 50 МБ. Додаткові програмні засоби доступні як «Розширення DSL» і використовують засіб APT (Debian). «Легкий для запуску на 486DX з 16 МБ ОЗП»[19][20]
- Feather Linux- легкий дистрибутив Linux, спадкоємець Knoppix. Зараз неактивний.[21][22]
- Flonix USB Edition
- Knopperdisk
- Lubuntu — легкий, порівняно з Ubuntu, використовує стільницю LXDE[23].
- Nanolinux — дистрибутив розміром 14 MB на основі Core Linux.[24]
- MilaX — маленький OpenSolaris (Росія)
- Peppermint Linux OS — дистрибутив на основі Lubuntu[25]
- Porteus — його обсяг близько 300 MB[26] Постачається зі стільницями LXDE та KDE
- Puppy Linux — легкий порівняно з іншими дистрибутивами[27] Звантаження: 133 МБ.
- PuppyRus Linux
- Semplice Linux — легкий, швидкий і простий дистрибутив на основі Debian Sid[28]
- SliTaz — дуже маленький дистрибутив (від 29 МБ, Швейцарія)
- SPBLinux
- Splashtop — дистрибутив для інтеграції у BIOS та у вбудовані системи
- Tiny Core Linux — один з найменших відомих дистрибутивів, що активно розвивається. Розмір від 6 до 45 МБ
- Trisquel Mini — легка версія Trisquel з LXDE[29]
- Vector Linux

## Дистрибутиви спеціального призначення
- AGNULA GNU/Linux Audio Distribution (DeMuDi/ReHMuDi) — проєкт фінансувався Європейською комісією, його ціллю було створення дистрибутиву для професійної роботи з аудіо та для звичайних користувачів на основі вільного програмного забезпечення. Робота над проєктом припинена.[30]
- BackTrack — дистрибутив для тестування безпеки.
- Cooperative Linux[en] — це програмне забезпечення, яке надає змогу одночасно і паралельно працювати Microsoft Windows і ядру Linux на одній машині.[31]
- CoreOS — серверне оточення, націлене на масове розгортання серверних систем
- Coyote Linux — дистрибутив для створення персонального фаєрволу, робота над проєктом припинена.[32]
- dyne:bolic[en] — це Live-дистрибутив на CD/DVD на основі ядра Linux. Розроблявся для задоволення потреб мультимедійних-активістів, художників та творців, і бути практичним інструментом, орієнтованим на мультимедійне творінн, забезпечувався великим асортиментом програм. Робота над проєктом припинена.[33]
- Familiar Linux — це дистрибутив Linux для пристроїв iPAQ та інших кишенькових комп'ютерів (КПК), і призначався для заміни Windows CE на цих пристроях. Робота над проєктом припинена.
- Fli4l[en] акронім (англ. flexible internet router for linux, before floppy isdn for linux). Це дистрибутив Linux, який активно розробляється німецькими розробниками з 2000 року. Основне завдання проєкту — створити невелику збірку Linux, який може перетворити майже кожний комп'ютен на маршрутизатор. Дистрибутив може працювати з дискети і був створений з метою простої конфігурації та підтримки старішого обладнання.
- FREESCO
- Gibraltar Firewall — це Live-дистрибутив на основі Debian, може працювати із CD і не потребувати встановлення. Призначений для створення фаєрволу. Робота над проєктом припинена.[34]
- IPCop Firewall —  спеціалізований дистрибутив Linux. Призначений для створення маршрутизатора. Робота над проєктом припинена.[35]
- iPodLinux — це дистрибутив Linux на основі ядра µClinux[en], який розроблено для роботи на пристроях iPod.
- Kali Linux — дистрибутив для тестування безпеки. Є спадкоємцем BackTrack внаслідок обрання в ролі базового дистрибутиву Debian замість Knoppix.
- LinHES[en] (до 6-го релізу іменувався KnoppMyth) — це дистрибутив Linux, який розроблявся для роботи на HTPC.
- Linux Router Project[en] — це мікро-дистрибутив Linux, який призначався для створення маршрутизаторів, тонких клієнтів та вбудованих систем і міг поміститися на дискеті.
- openMosix[en] — це розширення (патч) ядра Linux, який дозволяє перетворити мережу звичайних ПК у кластер для виконання Linux-програм.
- SmoothWall[en] — це дистрибутив Linux, який розробляється для використання, як мережевий екран на основі відкритого програмного забезпечення.
- Tinfoil Hat Linux[en] — це компактний дистрибутив Linux, орієнтований на безпеку.
- tomsrtbt[en] — це дуже маленький дистрибутив Linux.

## Альтернативні платформи
- penguinppc
- Linux/m68k, etc.)
- UltraLinux.